# 科希伊夫卡
50°10′43″N 29°58′21″E / 50.17861°N 29.97250°E

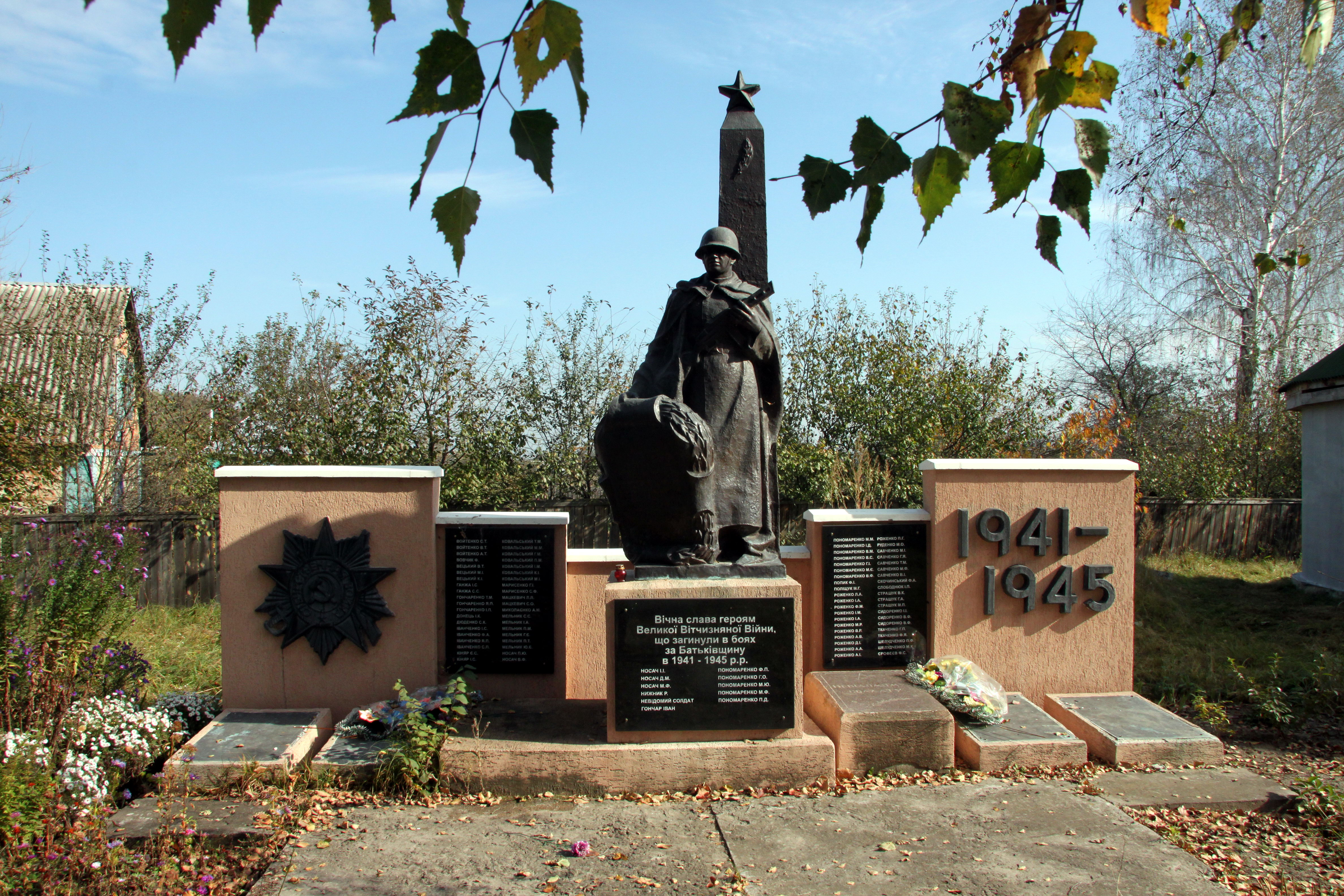
烈士纪念碑

科希伊夫卡（烏克蘭語：Кощіївка）是位於烏克蘭北部的村莊，由基辅州法斯蒂夫區的托馬希夫卡市鎮負責管轄。該村面積1.33平方公里，海拔高度144米，2001年人口181，人口密度每平方公里136.1人。